# Bryopolia extrita
Bryopolia extrita là một loài bướm đêm trong họ Noctuidae.